# کوجی نوگوچی
کوجی نوگوچی (به انگلیسی: Koji Noguchi) بازیکن فوتبال اهل ژاپن و عضو تیم ملی فوتبال ژاپن است که در تاریخ ۰۶ اوت ۱۹۹۵ میلادی اولین بازی ملی‌اش را انجام داد. او در ۱ بازی ملی حضور داشت و آخرین بازی ملی خود را در تاریخ ۶ اوت ۱۹۹۵ میلادی انجام داد. کوجی نوگوچی در بازی‌های ملی‌اش
گلی به ثمر نرساند.